# Конро (Тексас)
Конро (енгл. Conroe) град је у америчкој савезној држави Тексас. По попису становништва из 2010. у њему је живело 56.207 становника.

## Демографија
Према попису становништва из 2010. у граду је живело 56.207 становника, што је 19.396 (52,7%) становника више него 2000. године.
| Група             | 2000.          | 2010.          |
| Белци             | 20.060 (54,5%) | 27.147 (48,3%) |
| Афроамериканци    | 4.097 (11,1%)  | 5.808 (10,3%)  |
| Азијати           | 348 (0,9%)     | 1.024 (1,8%)   |
| Хиспаноамериканци | 12.006 (32,6%) | 21.661 (38,5%) |
| Укупно            | 36.811         | 56.207         |